# Naldrettite
La naldrettite (simbolo IMA: Nld) è un minerale piuttosto raro appartenente alla famiglia dei "solfuri e solfosali" con composizione chimica Pd2Sb.

## Etimologia e storia
La naldrettite prende il nome in onore di Anthony James Naldrett (1933 - 2020), dell'Università di Toronto, che ha dato un contributo significativo alla comprensione della genesi dei depositi di elementi del gruppo del platino. È stato presidente sia della "Mineralogical Association of Canada" che dell'International Mineralogical Association.

## Classificazione
La classica nona edizione della sistematica dei minerali di Strunz, aggiornata dall'Associazione Mineralogica Internazionale (IMA) fino al 2009, elenca la naldrettite nella classe "2. Solfuri e solfosali" e nella sottoclasse "2.A Leghe", che viene a sua volta ancor più finemente suddivisa in base alla composizione del minerale, in modo tale che la naldrettite possa essere trovata nella sezione "2.AC Leghe di metalloidi con elementi del gruppo del platino" dove insieme alla palladoarsenide forma il sistema nº 2.AC.25.a.
Tale classificazione subisce una leggera variazione nell'edizione successiva, proseguita dal database "mindat.org": classe e sottoclasse sono le stesse, ma la sezione subisce una leggera riorganizzazione e qui la naldrettite si trova nel sistema nº 2.AC.25.d.
Nella Sistematica dei lapis (Lapis-Systematik) di Stefan Weiß la naldrettite si trova nella classe dei "solfuri e solfosali" e nella sottoclasse delle "leghe e composti simili a leghe"; qui è nella sezione dei minerali "con metalli del gruppo del platino (in particolare Pd)" dove il minerale forma il sistema nº II/A.05 insieme ad arsenopalladinite, atheneite, genkinite, isomertieite, majakite, menshikovite, mertieite, miessiite, palladoarsenide, palladobismutharsenide, palladodymite, polkanovite, pseudomertieite, rhodarsenide, stibiopalladinite, stillwaterite, törnroosite, ungavaite, vincentite e zaccariniite.

## Abito cristallino
La naldrettite cristallizza nel sistema ortorombico nel gruppo spaziale Cmc21 (gruppo nº 36) con le costanti di reticolo a = 3,3906 Å, b = 17,5551 Å e c = 6,957 Å, oltre ad avere 8 unità di formula per cella unitaria.

## Origine e giacitura
La naldrettite è stata trovata nei nuclei di perforazione attraverso la zona di contatto tra mineralizzazione massiva e disseminata di solfuri ospitata da anfibolite e serpentinite che sostituiscono pirossenite e peridotite; qui è in paragenesi con altaite calcopirite, cobaltite, galena, magnetite, pentlandite, sfalerite e sudburyite e, più raramente, con hessite, michenerite, petzite, sperrylite e ungavaite.
La naldrettite è un minerale piuttosto raro ed è stato trovato solo in pochi siti: il deposito di "Mesamax Northwest" (61.57361°N 73.26°W) nel Québec (Canada), che è la località tipo. Altri siti sono nel distretto di Thunder Bay e nel Greater Sudbury (anch'essi in Canada); la contea di Chester (Pennsylvania, Stati Uniti); Minas Gerais (Brasile); nella prefettura autonoma tibetana di Garzê (Cina); presso Sermersooq (Groenlandia); in alcune località della Russia; nella municipalità locale di Mogalakwena (Sudafrica); nelle Highland (Scozia); ad Aristotelis e a Meteora (Gracia).

## Forma in cui si presenta in natura
La naldrettite si presenta come grani irregolari di dimensioni da 10 a 239 μm.
Il minerale si presenta opaco, con lucentezza metallica e colore bianco-crema brillante in luce riflessa polarizzata linearmente, senza riflessi interni.